# Wassili Fjodorowitsch Kolotow
Wassili Fjodorowitsch Kolotow (russisch Василий Фёдорович Колотов; * 6. Oktober 1944; † 5. Juni 2001) war ein sowjetischer Gewichtheber.

## Biografie
Wassili Kolotow, ein junger Maschinenschlosser aus Swerdlowsk, begann Mitte der 1960er Jahre mit dem Gewichtheben. Er kam schnell voran und wurde, für „Trud“ Perwouralsk startend, 1969 erstmals sowjetischer Meister im Leichtschwergewicht (damals bis 82,5 kg Körpergewicht).
Schon 1960 rückte der kräftige, untersetzte Wassili in das Mittelschwergewicht (damals bis 90 kg Körpergewicht) auf, weil er das Gewicht für das Leichtschwergewicht nicht mehr bringen konnte. In dieser Gewichtsklasse erwuchs ihm allerdings in David Rigert ab 1971 ein schier unschlagbarer Konkurrent. 1970 feierte er allerdings in Columbus/USA noch den größten Erfolg seiner Laufbahn, nämlich den Gewinn des Weltmeistertitels im Mittelschwergewicht.
Schon Mitte der 1970er Jahre trat Wassili Kolotow zurück. Er hatte in seiner Laufbahn immerhin zehn Weltrekorde erzielt.

## Sportliche Erfolge

### Internationale Erfolge/Mehrkampf
(WM = Weltmeisterschaft, EM = Europameisterschaft, Ls = Leichtschwergewicht, Ms = Mittelschwergewicht, Wettkämpfe bis 1972 im olympischen Dreikampf, bestehend aus Drücken, Reißen und Stoßen, ab 1973 im Zweikampf, bestehend aus Reißen und Stoßen)
- 1970, 2. Platz, Großer Preis der UdSSR, Ms, mit 510 kg, hinter Kaarlo Kangasniemi, Finnland, 520 kg und vor Pachomow, UdSSR, 507,5 kg;
- 1970, 2. Platz, EM Szombathely, Ms, mit 527,5 kg, hinter Kangasniemi, 530 kg und vor Bo Johansson, Schweden, 525 kg;
- 1970, 1. Platz, WM in Columbus/USA, Ms, mit 537,5 kg, vor Phil Grippaldi, USA, 490 kg und Géza Tóth, Ungarn, 490 kg;
- 1971, 1. Platz, „Jean-Dame“-Memorial in Paris, Ms, mit 540 kg, vor Pierre Gourrier, Frankreich, 480 kg;
- 1971, 1. Platz, Baltic Cup in Lübeck, Ms, mit 520 kg, vor Jaakko Kailajärvi, Finnland, 495 kg und Peter Käks, DDR, 445 kg;
- 1971, 2. Platz, WM in Lima, Ms, mit 537,5 kg, hinter David Rigert, UdSSR, 542,5 kg und vor Bo Johansson, 520 kg;
- 1972, 1. Platz, Vorol. Spiele in Ulm, Ms, mit 540 kg, vor Atanas Schopow, Bulgarien, 525 kg und Grippaldi, 502,5 kg;
- 1973, 2. Platz, WM in Havanna, Ms, mit 360 kg, hinter Rigert, 365 kg und vor Peter Petzold, DDR, 357,5 kg.

### Medaillen Einzeldisziplinen
(alle im Mittelschwergewicht gewonnen)
- WM-Goldmedaillen: 1970, Drücken – 1970, Reißen – 1970, Stoßen – 1971, Reißen – 1973, Stoßen,
- WM-Silbermedaillen: 1971, Reißen – 1971 – Stoßen.
- EM-Goldmedaille: 1970, Stoßen,
- EM-Bronzemedaille: 1970, Reißen.

### UdSSR-Meisterschaften
- 1969, 1. Platz, Ls, mit 470 kg, vor Wladimir Beljajew, 467,5 kg und Golubowitsch, 465 kg;
- 1970, 1. Platz, Ms, mit 532,5 kg, vor Serhej Poltorazkyj, 507,5 kg und Perkonts, 492,5 kg;
- 1971, 1. Platz, Ms, mit 537,5 kg, vor David Rigert, 535 kg und Poltoratsky, 520 kg;
- 1973, 2. Platz, Ms, mit 365 kg, hinter Rigert, 375 kg und vor Poltoratsky, 352,5 kg;
- 1974, 3. Platz, Ms, mit 360 kg, h inter Poltoratsky, 365 kg und Jewgeni Penkowski, 360 kg.

### Weltrekorde
(alle im Mittelschwergewicht erzielt, OD = olympischer Dreikampf)
- 161,5 kg, Reißen, 1970 in Columbus,
- 200 kg, Stoßen, 1970 in Vilnius,
- 201 kg, Stoßen, 1970 in Szombathely,
- 202,5 kg, Stoßen, 1970 in Columbus,
- 532,5 kg, OD, 1970, in Wilna,
- 535 kg, OD, 1970 in Columbus,
- 537,5 kg, OD, 1970 in Columbus,
- 163 kg, Reißen, 1971 in Moskau,
- 540 kg, OD, 1971 in Paris,
- 211 kg, Stoßen, 1972 in Riga.